# Nicolás Taboada Leal
Nicolás Taboada Leal, nacido en Vivero en 1798 y difunto en Vigo el 4 de diciembre de 1883 fue un médico, primer cronista oficial de la ciudad de Vigo.

## Trayectoria
Estudió Medicina y Cirugía en la Universidad de Santiago de Compostela. Establecido en Vigo, en 1828 fue nombrado médico del hospital de la Caridad. Fue el primer médico que diagnosticó un caso de cólera en España. En 1853 fue uno de los impulsores, junto con Norberto Velázquez Moreno, de la instalación de un lazareto en la isla de San Simón, en la Ría de Vigo.

El ayuntamiento ha acordado el traslado de los restos del historiador vigués D. Nicolás Taboada Leal y del filántropo D. Norberto Velázquez Moreno, desde el cementerio viejo, al panteón de la nueva Necrópolis, destinado a guardar los restos de vigueses ilustres. ABC.

Su hijo, Nicolás Taboada Fernández (1856-1899), poeta y periodista, fue también cronista de la ciudad.

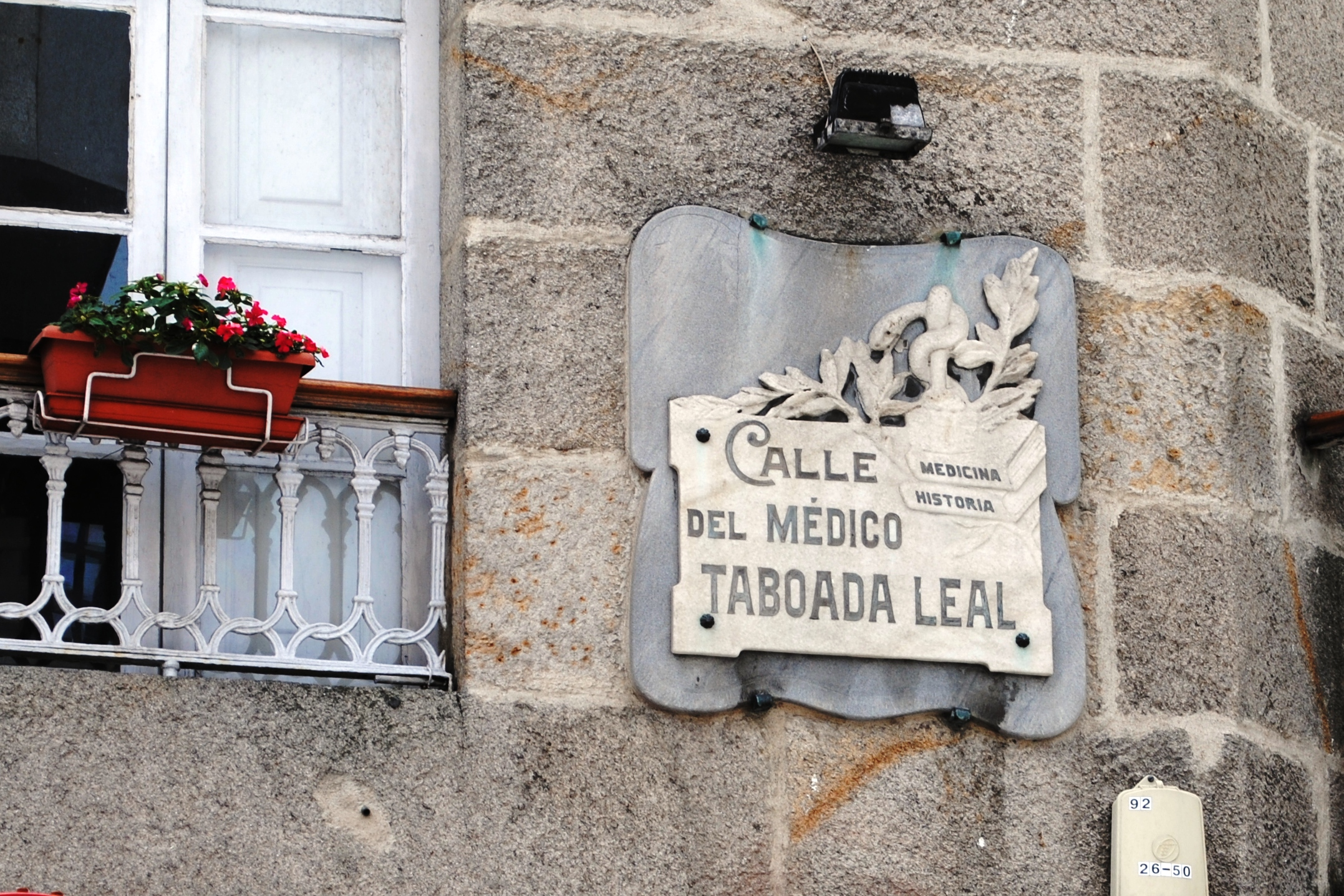
Placa de la calle dedicada en Vigo.

El 3 de abril de 1909 el ayuntamiento le dio su nombre a una calle de la ciudad.

## Obra
- Cuanto épico al exaltado patriotismo.[5]
- Descripción topográfico-histórica de lana ciudad de Vigo, su ría y alrededores, 1840.
- Informe sobre la cólera-morbo asiático, 1848.[6]
- Hidrología médica de Galicia: o sea noticia de las aguas minero-medicinales de las cuatro provincias de este antiguo reino, 1877.[7]